# Роман, Рафет эл
Рафет Эль-Роман (тур. Rafet El Roman) (род. 25 августа, 1968, Эдирне, Турция) — турецкий певец цыганского происхождения. Настоящее имя Рафет Яшдут (Rafet Yaşdut).
В возрасте 7 лет перебрался в Германию вместе с семьёй. Свою первую песню написал в 16 лет. В 1992 году был признан талантом года в Германии. Владеет немецким, английским, итальянским и турецким языками. Песни его чаще всего звучат на гитаре, саксофоне и фортепиано. В основе репертуара лежат романтические баллады.
С 1996 по 2003 был женат на победительнице конкурса красоты Тугбе Алтынтоп, в браке с которой родились две дочери: Су (2000 г.р.) и Шевваль (2003 г.р.). От бывшей гражданской жены Ешим Эрйылдырым есть сын Эдван (2010 г.р.). В 2014 году в Германии женился во второй раз на Джерен Каплакарслан.

## Дискография
- 1995 Gençliğin Gözyaşı
- 1997 En Güzel Günler Senin Olsun
- 1999 Hayat Hüzünlü
- 2001 Hanımeli
- 2002 5 NR Aşk
- 2004 Sürgün
- 2005 Kalbimin Sultanı
- 2006 Gönül Yarası
- 2008 Bir Roman Gibi
- 2011 Sevgiye Zaman Ver